# Edmondo Cirielli
Edmondo Cirielli (n. 22 mai 1964, Nocera Inferiore, Campania, Italia) este un politician italian.